# Guy Fau
Pour les articles homonymes, voir Fau.
Guy Fau, né en France le 23 juin 1909  et mort en juin 2000, est un essayiste et auteur de roman policier.

## Biographie
Il est juge de paix à Valence dans la Drôme pendant de nombreuses années.
En marge de ses activités professionnelles, il fait paraître plusieurs ouvrages juridiques et des essais surtout théologiques et historiques.
Il a également publié deux romans policiers en 1959 et 1961 dans la collection Le Masque et un roman psychologique en 1965 aux Éditions rationalistes.

## Œuvre

### Romans policiers
- Les Témoins superflus, Paris, Librairie des Champs-Élysées, Le Masque no 662, 1959
- Le Sourire de la Joconde, Paris, Librairie des Champs-Élysées, Le Masque no 739, 1961

### Roman non policier
- Une fille sauvage, Paris, Éditions rationalistes, 1965

### Essais
- Logique et philosophie des sciences, Paris, J. Vrin, 1953
- Le Génie de Mozart, Paris, Cahiers rationalistes, no 195, mars-avril 1961
- L’Apocalypse de Jean, Paris, Cercle Ernest-Renan, Cahiers du Cercle Ernest-Renan, no 36, 1962
- L’Enfant et la Musique, Paris, Cercle parisien de la Ligue française de l’enseignement, Cahiers laïques, no 93, 1966
- La Divinisation des petits-fils d’Auguste, Paris, Cercle Ernest-Renan, Cahiers du Cercle Ernest-Renan, no 59, 1968
- Le Puzzle des Évangiles, Paris, SER , 1970
- L’Apôtre Paul, Juif ou citoyen romain ?, Paris, Cercle Ernest-Renan, Cahiers du Cercle Ernest-Renan, no 69, 1971
- L’Évolution récente des dogmes catholiques, Paris, Cercle Ernest-Renan, Cahiers du Cercle Ernest-Renan, no 75, 1972
- L’Affaire des Templiers, Paris, Édition Le Pavillon, 1972
- Mythisme et historicisme – 1. Le Mythe et l’Histoire, Paris, Cercle Ernest-Renan, Cahiers du Cercle Ernest-Renan, no 80, 1973
- Mythisme et historicisme – 2. Jésus-Christ appartient-il au mythe ou à l’histoire des faits réels, Paris, Cercle Ernest-Renan, Cahiers du Cercle Ernest-Renan, no 81, 1973
- De Priscillien aux Cathares, Paris, Cercle Ernest-Renan, Cahiers du Cercle Ernest-Renan, no 84, 1974
- Justin et les Évangiles, Paris, Cercle Ernest-Renan, Cahiers du Cercle Ernest-Renan, no 91, 1975
- Eusèbe de Césarée et son « Histoire de l’Église », Paris, Cercle Ernest-Renan, Cahiers du Cercle Ernest-Renan, no 94, 1976
- L’Abolition de l’esclavage, gravures originales de Louis Lamarque dans le texte, Saint-Cloud, Éditions du Burin, coll. L’Humanité en marche, 1972
- Pourquoi écrit-on ?, Paris, Cercle parisien de la Ligue française de l’enseignement, Cahiers laïques, no 147, 1975
- L’Émancipation féminine dans la Rome antique, Paris, Les Belles-Lettres, coll. Confluents no 4, 1978
- Madame de Sévigné à Grignan, Grenoble, Dardelet, 1980
- Les Raisons de l’athéisme, Paris, Cercle Ernest-Renan, 1990
- L’Univers sans Dieu, Paris, Cercle Ernest-Renan, 1996
- 2000 ans d’histoire de Viviers, Ardèche, Viviers, G. Fau, 1998
- La Fable de Jésus-Christ, 1967 ( 3e édition revue et corrigée) aux Éditions de l'Union rationaliste
- Le Dossier juif, 1967, Éditions de l'Union rationaliste

### Ouvrages juridiques
- Petit Guide de l’aide à la construction, Cavaillon, Éditions Forcalquier, 1952
- La Réquisition des logements, Cavaillon, Éditions Forcalquier, 1960
- Guide pratique du gérant d’immeuble, Cavaillon, Éditions Forcalquier, 1960
- La Réparation aux immeubles, Cavaillon, Éditions Forcalquier, 1962
- L’Indexation des contrats, Cavaillon, Éditions Forcalquier, 1964

## Sources
- Jacques Baudou et Jean-Jacques Schleret, Le Vrai Visage du Masque, vol. 1, Paris, Futuropolis, 1984, 476 p. (OCLC 311506692), p. 188.